# Barberton (Ohio)
Barberton és una població dels Estats Units a l'estat d'Ohio. Segons el cens del 2000 tenia 27.899 habitants.

## Demografia
Segons el cens del 2000, Barberton tenia 27.899 habitants, 11.523 habitatges, i 7.443 famílies. La densitat de població era de 1.195,5 habitants per km².
Dels 11.523 habitatges en un 29,5% hi vivien nens de menys de 18 anys, en un 44,9% hi vivien parelles casades, en un 15,4% dones solteres, i en un 35,4% no eren unitats familiars. En el 30,1% dels habitatges hi vivien persones soles el 14% de les quals corresponia a persones de 65 anys o més que vivien soles. El nombre mitjà de persones vivint en cada habitatge era de 2,39 i el nombre mitjà de persones que vivien en cada família era de 2,96.
Per edats la població es repartia de la següent manera: un 24,8% tenia menys de 18 anys, un 8,4% entre 18 i 24, un 28,3% entre 25 i 44, un 21,2% de 45 a 60 i un 17,3% 65 anys o més.
L'edat mediana era de 37 anys. Per cada 100 dones de 18 o més anys hi havia 82,8 homes.
La renda mediana per habitatge era de 32.178 $ i la renda mediana per família de 39.387 $. Els homes tenien una renda mediana de 32.294 $ mentre que les dones 21.778 $. La renda per capita de la població era de 17.764 $. Aproximadament l'11,5% de les famílies i el 13,3% de la població estaven per davall del llindar de pobresa.

## Poblacions més properes
El següent diagrama mostra les poblacions més properes.